# Kalam
Kalam (arab. „dyskurs, rozprawa”) – w islamie dyskusja, a także teologia dogmatyczna, odwołująca się do danych spisanych, lecz również rozumowych. 
Kalam był pierwszą formą arabskiej myśli filozoficznej. Jest to swego rodzaju mahometańska scholastyka. Powstanie kalamu datuje się w początkach VII w.
Ilm al-kalam – teologia dialektyczna, dawała podstawy wiary, na których mogło się oprzeć prawo muzułmańskie (fikh). 
Różne szkoły w różny sposób odnosiły się do spekulacji religijnych. Hanbalici sprzeciwiali się kalamowi, podobnie jak niektórzy szafi’ici i szkoła malikicka w Maghrebie. Z biegiem czasu nastąpiło zbliżenie kalamu do filozofii, o czym Ibn Chaldun powiedział: „pytania kalamu i filozofii tak się pomieszały, że nie można ich rozróżnić”.
Mutakallim – osoba stosująca metodę kalam.